# (958) Asplinda
(958) Asplinda ist ein Asteroid des Hauptgürtels, der am 28. September 1921 von dem deutschen Astronomen Karl Wilhelm Reinmuth an der Landessternwarte Heidelberg-Königstuhl der Universität Heidelberg entdeckt wurde.
Benannt ist der Asteroid nach dem schwedischen Astronomen Bror Ansgar Asplind.